# Dvorska vas, Velike Lašče
Dvorska vas este o localitate din comuna Velike Lašče, Slovenia, cu o populație de 110 locuitori.